# سياسة جنوب السودان
السياسة في جنوب السودان عن قلقها نظام الحكم في جمهورية جنوب السودان، وهو بلد في شرق أفريقيا، والشعب، والمنظمات، والأحداث التي ينطوي عليها ذلك.

## التاريخ
أصبحت منطقة جنوب السودان منطقة ذات حكم ذاتي طبقا لاتفاقية السلام الموقعة بين حكومة السودان والجيش الشعبي لتحرير السودان.
وبعد عدة عقود من الحرب الأهلية التي كانت واحدة من أطول وأعنف حروب القرن العشرين (الحرب الأهلية السودانية الأولى والحرب الأهلية السودانية الثانية) بين الحكومة المسلمة والعربية المتمركزة في الشمال، والمسيحيون والوثنيون السود المطالبين بالحكم الذاتي لإقليم الجنوب، تم توقع اتفاقية السلام  المعروفة باسم اتفاقية نايڤاشا في 9 يناير، 2005, والتي أعطت حق الحكم الذاتي للولاية.
في 9 يناير، 2005، أسست حكومة جنوب السودان بعد توقيق اتفاقية السلام الشامل مع جون قرنق، الزعيم السابق لجيش تحرير جنوب السودان، كأول رئيس لحكومة جنوب السودان ونائب رئيس السودان.
في يوليو 2005 توفي قرنق في حادث تحكم طائرة مروحية في أوغندا، وخلفه سلڤا كير ميارديت، وريك ماتشار كنائب رئيس جنوب السودان. في 19 سبتمبر، 2009 تم إعلان استقلال جنوب السودان، وبقي سلفا كير رئيسا لولاية جنوب السودان المستقلة وكذلك ماتشار كرئيس للوزراء. عين لام أكول وزير للشئون الخارجية لجنوب السودان، دنگ ألور، نائب ثاني لرئيس جنوب السودان، پاجان أموم، الأمين العام، أوياي دنگ أجاگ الرئيس الأعلى للجيش السودان، وپاولينو ماتيپ نائب الرئيس الأعلى للجيش السوداني.

## استفتاء الاستقلال 2011
وأجري استفتاء حول استقلال جنوب السودان من 09-15 يناير 2011. وكان الرئيس الاميركي السابق جيمي كارتر بصفته مراقبا مع عدد من كبار الشخصيات الأجنبية الأخرى.
بدأ التصويت على الاستفتاء في 9 يناير 2011. في 12 كانون الثاني، بعد ثلاثة أيام من التصويت، أعلن ممثلو الحركة / الجيش الشعبي أنه وفقا لتقديراتها، فإن نسبة الإقبال 60 في المئة من الحد الأدنى المطلوب لصحة الاستفتاء (المقابلة لنحو 2.3 مليون ناخب) تم التوصل إليها. وجاء تأكيد رسمي في وقت لاحق من نفس اليوم، عندما أصدرت لجنة الاستفتاء بيانا أعلنوا فيه أن نسبة الإقبال سوف «تتجاوز» المطلوب عتبة 60 في المئة. وأعرب عن اعتقاده جيمي كارتر يوم 13 يناير كانون الثاني ان الاستفتاء سيكون على الأرجح تلبية المعايير الدولية لكلا إجراء الانتخابات وحرية الناخبين. الأمم المتحدة ذكرت أن من المتوقع أن النتائج الأولية من قبل 2 فبراير 2011، وكانت النتائج النهائية المتوقعة في غضون الأسبوعين التاليين.
وفقا لإحصاء أولي استعرضتها وكالة اسوشيتد برس، التي تتألف من 30000 بأصواتهم في مراكز الاقتراع 10، وكان الإقبال على عينة من 95 ٪ مع 96 ٪ لصالح الانفصال، و 3 ٪ لصالح وحدة وطنية والباقي غير صالح. وقال محمد إبراهيم خليل، رئيس لجنة الاستفتاء، و 83 في المئة من الناخبين المؤهلين في الجنوب و 53 في المئة في الشمال قد صوت.